# Métro de Guiyang
Le Métro de Guiyang (en chinois : 贵阳轨道交通) est l'un des systèmes de transport en commun de Guiyang, dans la province de Guizhou, en République populaire de Chine. L'inauguration des deux premières lignes a eu lieu le 28 décembre 2017.

## Réseau
Seule une ligne est en service pour le moment: la ligne 1. Elle traverse l'agglomération du Nord-Ouest au Sud et comporte 25 stations. La ligne 2 est actuellement en construction et traversera l'agglomération du Nord au Sud-Est.

| Stations de la ligne 1 1. Xiamaixi (下麦西) 2. Jinyang Stadium (金阳体育馆) 3. Yingbin Lu (迎宾路) 4. Jinyang Administration Center (金阳行政中心) 5. Daguan (大关) 6. Yingpanpo (营盘坡) 7. Guiyang North (贵阳北) 8. Xiazhai (下寨) 9. Bianjing (扁井) 10. Beijing Lu (北京路) 11. Penshuichi (喷水池) 12. Dusu Lu (都司路) 13. Renmin Square (人民广场) 14. Guiyang Station (贵阳站) 15. Zhaoyangdong (朝阳洞) 16. Xincun (新村) 17. Changjiang Lu (长江路) 18. Qingshuijiang Lu (清水江路) 19. Changbacun (场坝村) 20. Douguan (窦官) | Stations de la ligne 2 1. Qijilukou (七机路口) 2. Yucai Lu (育才路) 3. Baiyun Administration Center (白云行政中心) 4. Jingling Lu (金岭路) 5. Yingbing Lu (迎宾路) 6. Guanshan Xilu (观山西路) 7. Xingzhu Lu (兴筑路) 8. Shuijingpo (水井坡) 9. Changling Lu (长岭路) 10. Tea Garden Village (茶园村) 11. Jinyacun (金鸭村) 12. Mawangmiao (马王庙) 13. Erqiao (二桥) 14. Bus Station (客车站) 15. Penshuichi (喷水池) 16. Yangmingci (阳明祠) 17. Guanshuilukou (观水路口) 18. Youzha Jie (油榨街) |